# Elanga Buala
Elanga Buala (* 21. Mai 1964; † 7. Januar 2021 in Butibam) war eine papua-neuguineische Leichtathletin.

## Biografie
Elanga Buala startete bei den Olympischen Spielen 1984 in Los Angeles im 200-Meter-Lauf, schied jedoch mit einer Zeit von 24,82 Sekunden als Fünfte in ihrem Vorlauf aus. Ein Jahr zuvor hatte Buala bei den Pazifikspielen in Apia insgesamt fünf Medaillen, davon drei goldene gewinnen können.